# Коломиец, Владимир Родионович
Владимир Родионович Коломи́ец (англ. Володимир Родіонович Коломі́єць; 1935—2017) — советский и украинский поэт.

## Биография
Родился 2 ноября 1935 года в Волчкове (ныне Бориспольский район, Киевская область, Украина) в семье сельских учителей. В 1968 году окончил филологический факультет КГУ имени Т. Г. Шевченко.
Работал в центральной печати, в издательствах «Держлітвидав» («Дніпро»), «Український письменник», был главным редактором журнала «Дніпро».
Член СПУ с 1962, избирался членом президиума и секретарём Киевской городской организации НСПУ.

## Творчество
Первый сборник стихов — «К сердцу человеческому» («До серця людського») вышел в 1959 году, за ним последовали сборники «Рунь» (1962), «Планета на ржаном стебле» («Планета на житній стеблині», 1964), «Колыбель жаворонка» («Колиска жайвора», 1966, рус. пер. 1969), «Партитура» (1971), «Переяслав» (1974), «День творения» (1975), «Раздумье» («Роздум», 1976) и др.
Пишет также стихи для детей, занимается переводами. Упорядочил трехтомную антологию украинской поэзии всех времен «Небо Украины» — «Українське диво. Поетична антологія». Книга друга.
В основе произведений поэта — реальные впечатления повседневного бытия, морально-этические вопросы. Его стихам свойственны мягкость лирической интонации, красочность и музыкальность, ритмичная гибкость.
Стихи В. Коломийца ранее были переведены на языки народов СССР и зарубежных стран.

## Избранные произведения
Сборники стихов
- «Поезії»,
- «Поміж чуттями і дивами»,
- «По сей бік райдуги»,
- «На відстані серця»,
- «Від обрію до обрію»,
- «Світень»,
- «Подих моєї землі»,
- «Сузір’я миру»,
- «Яре вино»,
- «Семигори»,
- «Русло»,
- «Золотосинь»,
- «Правнуки Дажбожі»,
- «Поки ще світить Сонце…»;

Сборники стихов для детей
- «Зозулині черевички»,
- «Дід Глід і глоденятко»,
- «Ярмарок див»,
- «Весела оселя»,
- «Лесикові сопілка» и др.

## Награды и премии
- Государственная премия Украины имени Тараса Шевченко (1993) — за сборник стихов «Золотосинь»